# Ferdinand 1. af Portugal
Ferdinand 1. (portugisisk: Dom Fernando I), også kaldet Ferdinand den Smukke eller den Ustadige (portugisisk: o Formoso, o Bello, o Inconstante), (født 31. oktober 1345, død 22. oktober 1383) var konge af Portugal fra 1367 til 1383.
Ferdinand var den anden men ældste overlevende søn af Peter 1. Da han ikke efterlod sig mandlige arvinger, blev han efter en arvestrid efterfulgt af sin halvbror Johan 1.

## Eksterne links
- Wikimedia Commons har flere filer relateret til Ferdinand 1. af Portugal

1. ↑  Navnet er anført på engelsk og stammer fra Wikidata hvor navnet endnu ikke findes på dansk.